# Palazzo Trissino
Palazzo Trissino al Corso (noto anche come Trissino Baston) è un edificio situato lungo Corso Palladio, angolo contrà Cavour, a Vicenza, progettato dall'architetto Vincenzo Scamozzi. Dal 1901 è sede principale del Comune di Vicenza.
La costruzione si caratterizza per la presenza di elementi classici nel prospetto sul Corso e si articola intorno al quadrato del cortile centrale.
Il palazzo sorge a pochi isolati da altri edifici legati alla famiglia Trissino, come Palazzo Trissino al Duomo in contrà Cesare Battisti, Palazzo Trissino Sperotti in contrà Porti, Palazzo Trissino Lanza in contrà Riale.

## Storia
Nell'area dove sorgeva il palazzo del conte Achille Trissino, giureconsulto, il nipote Galeazzo nel 1588 commissionò a Vincenzo Scamozzi la costruzione di un nuovo elegante edificio, visti i bei risultati ottenuti dall'architetto vicentino col Palazzo Trissino al Duomo, terminato 10 anni prima. L'edificio fu decorato da Alessandro Maganza e Andrea Vicentino nei primi anni del XVII secolo.
Palazzo Trissino passò di proprietà tra diversi rami della famiglia Trissino e molti di questi lasciarono un segno nella decorazione interna dell'edificio. Il conte Cristoforo Trissino di Riale commissionò a Giulio Carpioni decori e affreschi (es. il ciclo dedicato alla vita di Santa Savina) tra il 1653 e il 1660. Marcantonio e il fratello Ludovico Trissino Baston nel 1662 affidarono l'ultimazione della facciata e del prospetto laterale del palazzo ad Antonio Pizzocaro con Carlo e Giacomo Borella. Nel 1729 Francesco Muttoni disegnò la scomparsa cappella di Santa Savina Trissino nell'angolo sud-est del piano nobile. Un altro Marcantonio Trissino Baston fece realizzare nel 1768 da Ottone Calderari l'ala di sud-ovest e rinnovare le decorazioni della Sala degli Stucchi e della Sala degli Uscieri.
Bombardamenti napoleonici nel 1805 e i Moti del 1848 provocarono piccoli danni al palazzo, mentre l'abbassamento del livello della strada comportò la realizzazione nel 1864 degli zoccoli alle colonne del portico esterno.
Il conte Alessandro Trissino Baston (1775-1851), figlio di Marcantonio, Cavaliere di Malta e deputato provinciale, fu l'ultimo Trissino ad abitare nel Palazzo Trissino al Corso, che successivamente passò agli eredi della sorella Francesca, sposa del conte Ignazio da Porto. Questi ultimi dapprima affittarono poi (nel 1901) cedettero l'edificio al Comune di Vicenza. I lavori di adattamento del palazzo a sede di rappresentanza del municipio furono relativamente rispettosi dei decori esistenti. Solo la cappella di Santa Savina venne eliminata nel 1908.
I pesanti bombardamenti del 18 marzo 1945 causarono il crollo dei soffitti del salone e degli ambienti verso corso Palladio. I restauri successivi (1949–1950 e 1957) recuperarono stucchi e decorazioni e gli affreschi sulla vita di Santa Savina Trissino. Altri interventi conservativi si sono avuti nel 1984 e nel 1990.

## Descrizione
Il quarantenne Vincenzo Scamozzi realizzò una delle sue opere più significative, soprattutto per la difficoltà di dover gestire un'area irregolare e stretta tra altri edifici. Ne risultò un maestoso edificio in due ordini: un portico ionico a terra, con colonne in pietra bianca, e nella parte superiore lesene composite che scandiscono il ritmo delle aperture. Il portico che termina verso contrà Cavour presenta all'esterno un arco sormontato da due statue rappresentanti i fiumi Bacchiglione e Retrone, opera di Gian Battista Barberini (1625–1691), autore anche di gran parte di statue, decorazioni e stucchi dei sontuosi interni.
Il cortile è ancora più severo con le sue colonne di ordine tuscanico e un ballatoio che corre lungo tutta la facciata, abbellito da una ringhiera sporgente fatta di nastri di ferro battuto.
In una loggia si trova il monumento a Sebastiano Tecchio (1807–1886), statista e patriota onorato dalla sua città con un busto inizialmente collocato nella Loggia del Capitaniato, trasferito in Palazzo Trissino nel 1938 e posto nel sito attuale nel 1953. Il bassorilievo del piedistallo ripropone il Tecchio a Venezia che da Palazzo Ducale legge alla folla assiepata nella adiacente piazzetta i risultati del plebiscito del Veneto del 21-22 ottobre 1866 che sancì l'unione col Regno d'Italia.
In cortile vi è anche una lapide in onore dei deputati vicentini caduti nella guerra del 1915–18 e un curioso campione per la misurazione dell'altezza dei cavalli, fatto realizzare da Ludovico Trissino nel 1775.

### Interni
All'interno del palazzo si trovano:
Salone degli Stucchi
L'ambiente più vasto e prestigioso del palazzo era caratterizzato da un soffitto seicentesco e da bellissimi stucchi e affreschi. Dopo l'incendio conseguente al bombardamento del 18 marzo 1945 gli stucchi di Antonio Pizzocaro e Gian Battista Barberini e gran parte dei dipinti di Lodovico Dorigny sono andati distrutti. A guerra conclusa vennero ripristinati gli stucchi ma gli affreschi (non più recuperabili) vennero sostituiti da tele seicentesche provenienti dalla Villa Negri de' Salvi di Albettone. Il grande lampadario e le applique alle pareti sono opera di maestri vetrai di Murano. Essendo l'ambiente di rappresentanza e di accoglienza, la decorazione della sala è particolarmente ricca e anche gli accessi alle stanze circostanti sono decorati da statue, fregi e stucchi realizzati da Gian Battista Barberini.
Il Salone degli Stucchi viene utilizzato per convegni e concerti e per le celebrazioni dei matrimoni civili.
Sala di Santa Savina
Detta anche Sala della Giunta, proprio perché è la sala dove si riunisce la giunta comunale, è caratterizzata nel lato orientale da una tela seicentesca che rappresenta San Vincenzo (per lungo tempo l'unico patrono della città) con il modellino della città di Vicenza. Il dipinto viene attribuito a un giovane Francesco Maffei (1605–1660).
La sala è decorata da un fregio realizzato attorno al 1665 da Giulio Carpioni (1613–1678), che riporta le fasi salienti della vita di Savina Trissino: Savina riceve la Comunione; Savina raggiunge in carcere Nabore e Felice (due soldati romani rei di essere cristiani) e li conforta in attesa del supplizio; Savina trova miracolosamente intatti i corpi martirizzati di Nabore e Felice; Savina invoca l'aiuto degli angeli; Savina trasporta le ceneri dei due martiri in una botte su un carro trainato da buoi e, alla richiesta dei gabellieri, dalla botte sgorga miracolosamente del vino; Savina consegna al vescovo la cassetta con le ceneri dei martiri; Savina è visitata dagli angeli prima del martirio; Santa Savina viene innalzata alla Santissima Trinità. Il ciclo affrescato venne danneggiato dai bombardamenti del 1945, ma è stato ben restaurato nel 1957 a monocromo, grazie all'aiuto di una precedente documentazione fotografica.
Questa sala è stata recentemente intitolata a Luigi Faccio, il sindaco che venne destituito dal regime fascista e ricollocato dopo la Liberazione.
Sala di Ercole
Destinata a ufficio del Sindaco, è stata anch'essa pesantemente danneggiata dai bombardamenti che hanno fatto perdere quasi interamente le ricche decorazioni originali, come gli affreschi di Giambattista Gattucci del 1662 e quelli di  Giovanni Ghisolfi del 1664. Oggi ospita cinque dei ventisei affreschi cinquecenteschi di Giovanni Battista Zelotti, portati a Palazzo Trissino da Villa da Porto di Torri di Quartesolo nel 1926.
Protetta da una cornice, si conserva in questa stanza la storica bandiera della città che il 19 ottobre 1866 re Vittorio Emanuele II decorò con medaglia d'oro per la gloriosa rivolta contro gli Austriaci del 1848, poi domata dal generale Radetzky, mentre una teca contiene questa medaglia insieme alla seconda medaglia d'oro di cui Vicenza fu insignita, ossia quella relativa all'attività partigiana (settembre 1943 – aprile 1945). Un'altra parete ospita il ritratto di Vittorio Emanuele II eseguito da Giovanni Busato.
Sala Nuziale
Il conte Marcantonio Trissino Baston (2 luglio 1739 – 20 dicembre 1826), figlio di Lodovico, sposò il 23 aprile 1768 la nobile veronese Cecilia dei conti Emilii (1748–1807) con una sfarzosa e celebrata cerimonia. Per preparare il nuovo appartamento degli sposi, tra il 1763 e il 1768 Ottone Calderari realizzò la cosiddetta ala di sud-ovest verso contrà Cavour, di cui questa stanza – ora Ufficio del Segretario Generale del Comune – è la più bella: riccamente decorata da un soffitto a cassettoni dorati nel cui riquadro centrale è situato un dipinto raffigurante una giovane coppia allietata da amorini, tempera di Giacomo Ciesa, presenta alla parete occidentale una copia seicentesca delle Nozze di Cana che Paolo Veronese dipinse nel 1563 e ora al Louvre.
L'appartamento nuziale in origine includeva anche l'odierna Stanza dell'Archivio Loschi, che presenta analoghe decorazioni.
Gli altri ambienti del piano nobile degni di menzione sono:
- il Salone degli Uscieri, contrapposto al salone degli stucchi rispetto al cortile interno, decorato da medaglioni coi ritratti di imperatori romani di esecuzione settecentesca;
- la stanza d'angolo di sud-est, già cappella dedicata a Santa Savina, realizzata nel 1729 e smantellata nel 1908, di cui rimane come unica testimonianza la Dedica a Santa Savina del 30 giugno 1729 da parte di Francesca Maria Pompei Trissino, in pietra.

Recentemente diversi ambienti di Palazzo Trissino sono stati dedicati a vicentini che hanno segnato la storia cittadina del Novecento: l'antisala consiliare è stata intitolata a Mariano Rumor (inizialmente consigliere comunale, poi tra i fondatori della Democrazia Cristiana, più volte ministro e presidente del Consiglio dei ministri). La sala che separa la Sala Bernarda dall'ufficio del presidente del consiglio comunale è stata intitolata a Giuseppe Zampieri (sindaco di Vicenza dal 1948 al 1958); l'ufficio del presidente del consiglio comunale è stato dedicato a Giuseppe Magnabosco, tra i fondatori della sede vicentina della Lega Nord e primo presidente del consiglio municipale dal 1995 al 1998; la sala dove si riunisce la maggioranza è stata intitolata a Luciano Rainaldi, esponente di spicco del Partito Comunista Italiano; la sala delle minoranze è stata intitolata a Gabriele Collese, esponente del MSI; la sala stampa è dedicata alla memoria di Antonio Dal Sasso, consigliere e assessore comunale, nonché sindaco del capoluogo dal 1958 fino alla morte nel 1962. La sala dedicata alle conferenze stampa è stata intitolata a Giovanni Chiesa anch'egli prima assessore e poi sindaco di Vicenza dal 1975 al 1981.
Il palazzo è collegato al Palazzo del Capitaniato di piazza dei Signori tramite un passaggio interno. Il Palazzo del Capitaniato ospita la Sala Bernarda dove si riunisce il consiglio comunale.
Istituzionalmente parlando, all'interno di palazzo Trissino, oltre all'ufficio dei sindaco, trovano sede gli assessorati al bilancio e alle finanze, allo sviluppo economico e al personale, alla partecipazione e al turismo.

## Galleria d'immagini

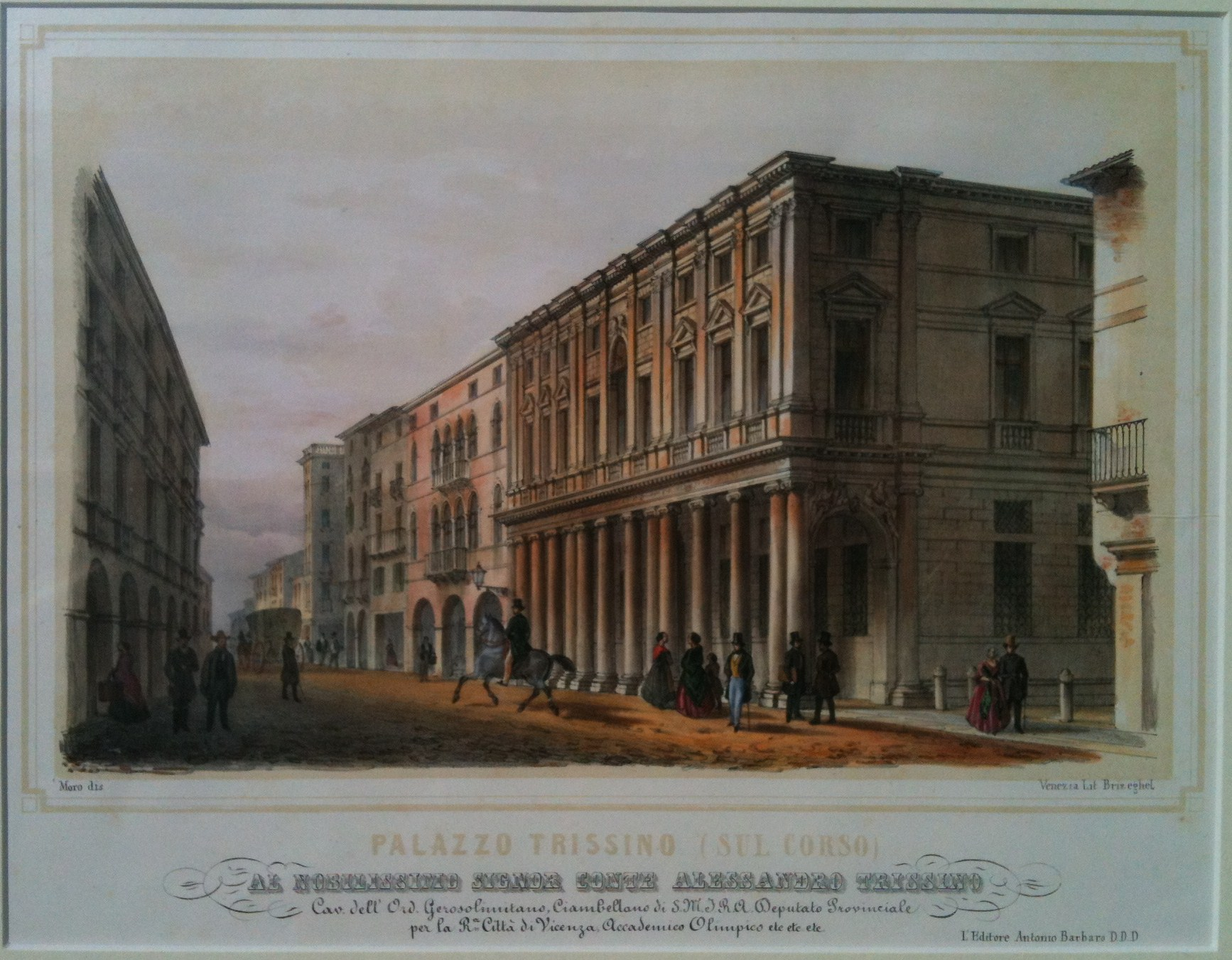
Palazzo Trissino (sul Corso), litografia di Marco Moro dedicata ad Alessandro Trissino, 1847.
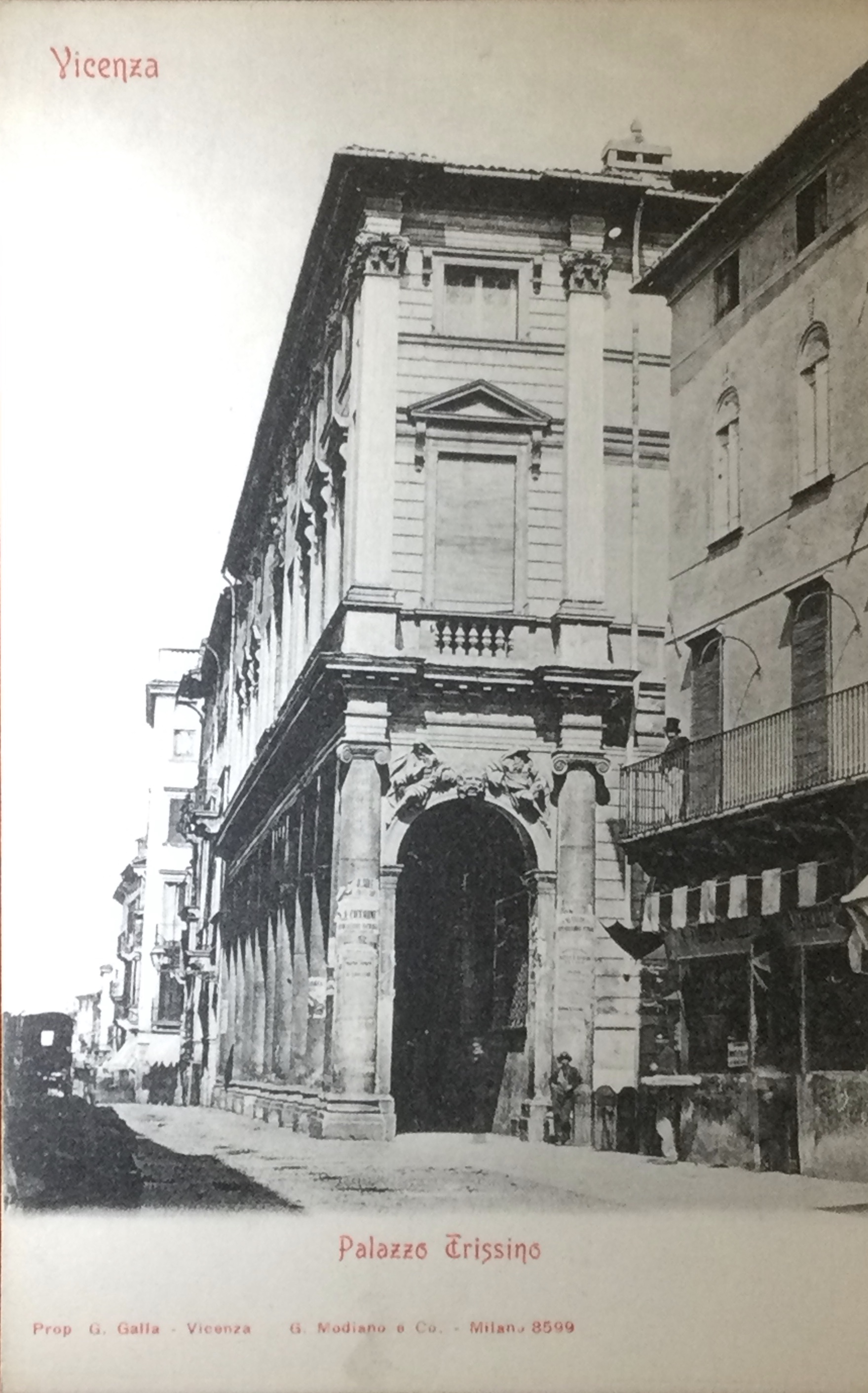
Cartolina di fine '800 con Palazzo Trissino, sede del municipio.
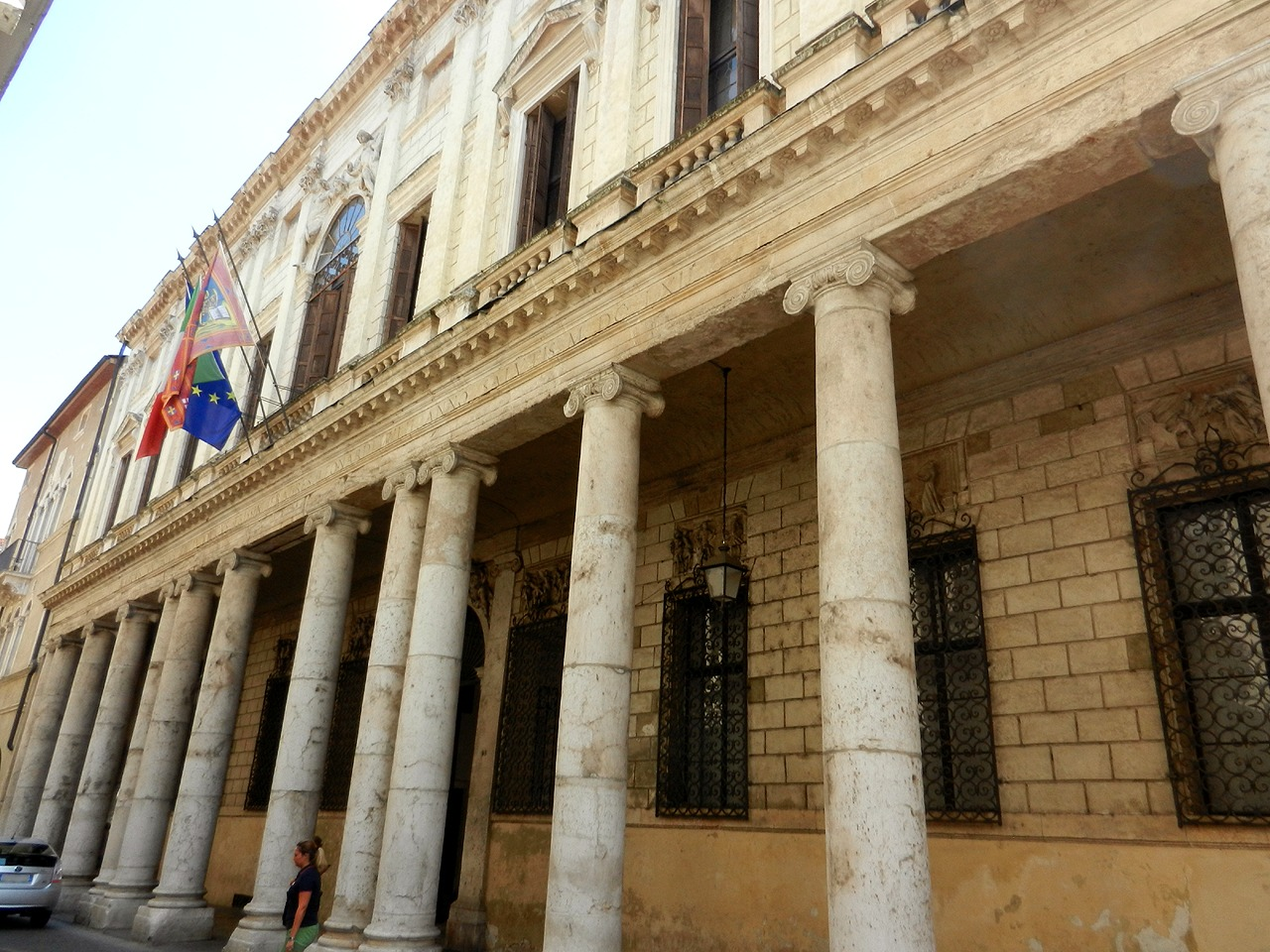
Vista da Corso Palladio.
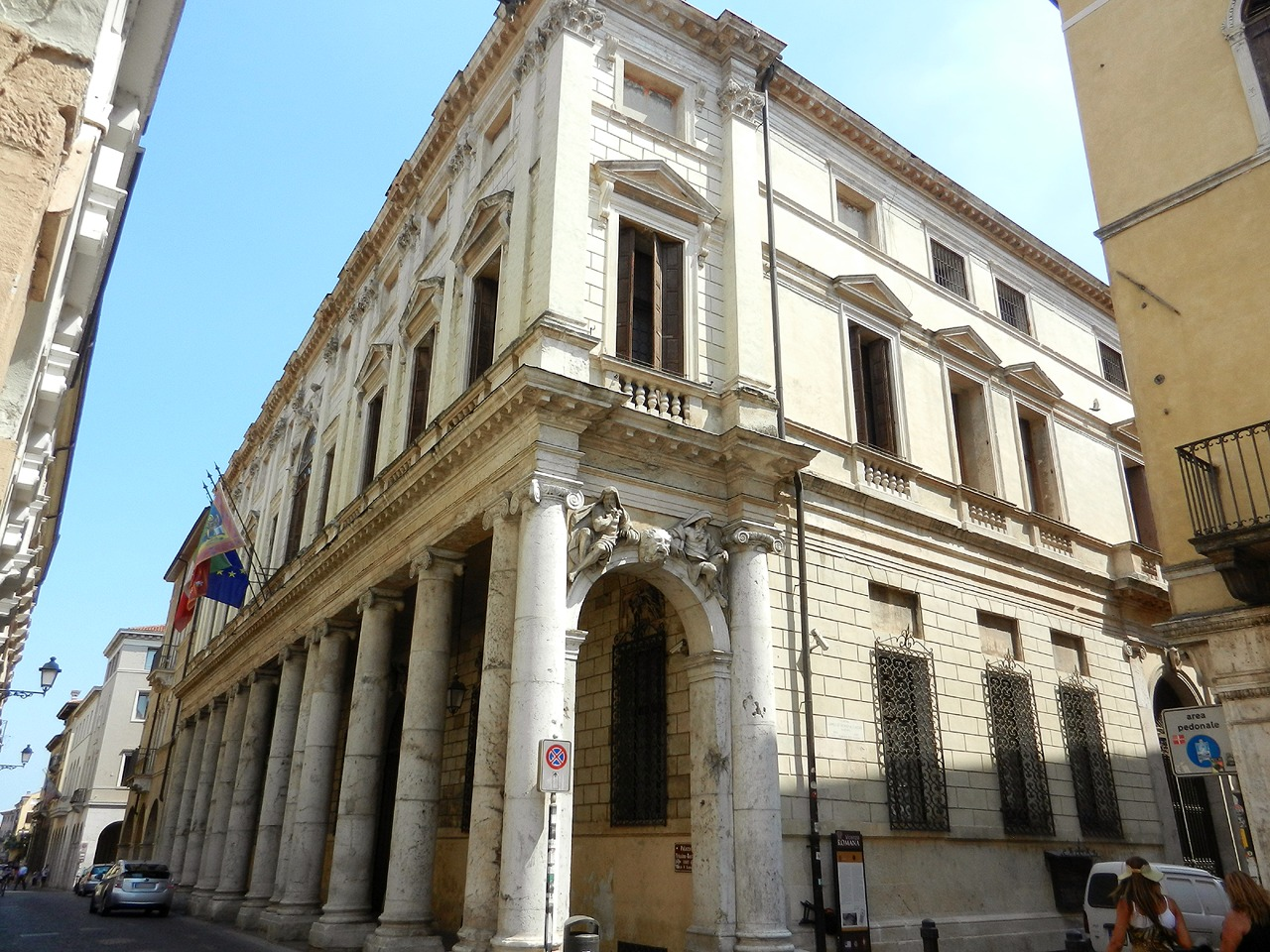
Vista da Corso Palladio angolo Contra' Cavour.